# Чудесная пасхальная история
«Чуде́сная пасха́льная исто́рия» (англ. Fantastic Easter Special) — эпизод 1105 (№ 158) сериала «Южный Парк», премьера которого состоялась 4 апреля 2007 года. В эпизоде пародируется фильм «Код да Винчи» по одноименному роману Дэна Брауна.

## Сюжет
Семья Стэна красит пасхальные яйца. Стэн спрашивает, какая связь между Пасхой, яйцами и зайцами, но никто не знает. Стэн решает докопаться до правды. Парень в костюме пасхального зайца, который общается с детьми в развлекательном центре, тоже говорит, будто ничего не знает. Но, как только Стэн уходит, заяц докладывает о нём куда-то по телефону.
На улице Стэна начинают преследовать люди в костюмах зайцев, Стэн добегает до дома и бежит к своему отцу за помощью. Но Рэнди тоже предстаёт перед ним одетым в костюм зайца. Оказывается, что существует тайное общество, охраняющее тайну пасхального зайца. Стэну пора вступить в него, так что Рэнди отвозит его в штаб-квартиру сообщества хранителей.
В ходе торжественной церемонии с участием живого зайца глава общества начинает рассказывать Стэну главную тайну, но тут в зал врываются ниндзя, и начинается драка. Рэнди даёт зайца Стэну в руки и приказывает спасаться.
Стэн прибегает за помощью к Кайлу. Они идут к историку Тибэгу, знающему всё о Пасхе. Историк рассказывает о хранителях секрета. Самым известным из них был Леонардо да Винчи. На полотне «Тайная вечеря» на столе напротив апостола Петра лежит яйцо. С помощью современной технологии можно убедиться, что Пётр (первый папа) изначально был изображён не как человек, а как заяц, ведь на самом деле он и был зайцем. Кстати, это объясняет, почему у римского папы такой высокий головной убор — чтобы помещались длинные уши. Но католики не стали поддерживать традицию, и следующий папа был уже человеком, а история с зайцами была засекречена. Заяц, которого Рэнди дал Стэну, — прямой потомок апостола Петра.
Разумеется, за нападением на заячью штаб-квартиру стоит Ватикан и лично Бенедикт XVI. Ему помогает Католическая Лига (США) во главе с Биллом Донохью (ему подчиняются ниндзя). Рэнди и других хранителей тайны привозят в Ватикан и допрашивают. Ниндзя находят Стэна и Кайла в доме Тибэга, друзья убегают, а историк взрывает ниндзя вместе с собой с помощью маршмэллоу в микроволновке.
Стэн в молитве обращается за помощью к Иисусу, но безуспешно. Тогда друзья решают отправиться в Ватикан, чтобы освободить заложников, отдав зайца. Но Билл Донохью их обманывает (несмотря на протест Бенедикта XVI), и не собирается никого отпускать. Тут появляется Иисус. Все потрясены, потому что думали, что он погиб в Ираке (забыв о его способности к воскрешению). Он объясняет, что сделал первым папой зайца, поскольку эти животные более миролюбивые, чем люди. Донахью заявляет, что эта ересь угрожает церкви, и приказывает ниндзя схватить Иисуса и Кайла. Бенедикт XVI говорит, что это совсем не по-христиански, после чего его тоже хватают и бросают за решётку.
Донохью после ареста всех неугодных объявляет себя новым папой и собирается приготовить из всех хранителей заячий суп. Иисус и Кайл заперты в одной камере, но у Иисуса нет сверхъестественных сил, пока он жив. Чтобы выбраться из камеры, он должен умереть и воскреснуть. Из-за того что христианская религия запрещает самоубийство, убить его может только Кайл. Кайл против, ведь он — еврей, а Картман всегда обвинял евреев в убийстве Иисуса. После некоторых сомнений он, тем не менее, соглашается и убивает Иисуса ударом заточки. Иисус воскресает на ватиканской площади как раз вовремя, чтобы убить Донохью (с помощью сюрикэна, похожего на пятиконечную глефу из фильма "Крулл") и спасти зайца.
Заяц становится новым папой. Разумеется, на вопросы он не отвечает — в точности как хотел Иисус. Стэн говорит, что понял одну важную вещь — не надо задавать лишние вопросы, лучше просто мирно красить яйца на Пасху.

## Отзывы
Настоящий Донохью повесил в своём кабинете собственный портрет из мультфильма, в папской тиаре. Он так интерпретировал сюжет серии: «Я захватил Церковь и дал ей силу воли». IGN поставил этому эпизоду высший балл 10 и отметил, что один из лучших эпизодов сериала, который мастерски высмеял меркантилизм Пасхи и богословские вопросы. TV Squad назвал серию ужасно смешной, но в то же время не нравоучительной, что несомненно добавляет плюс к эпизоду.